# Gefängnis Ålesund

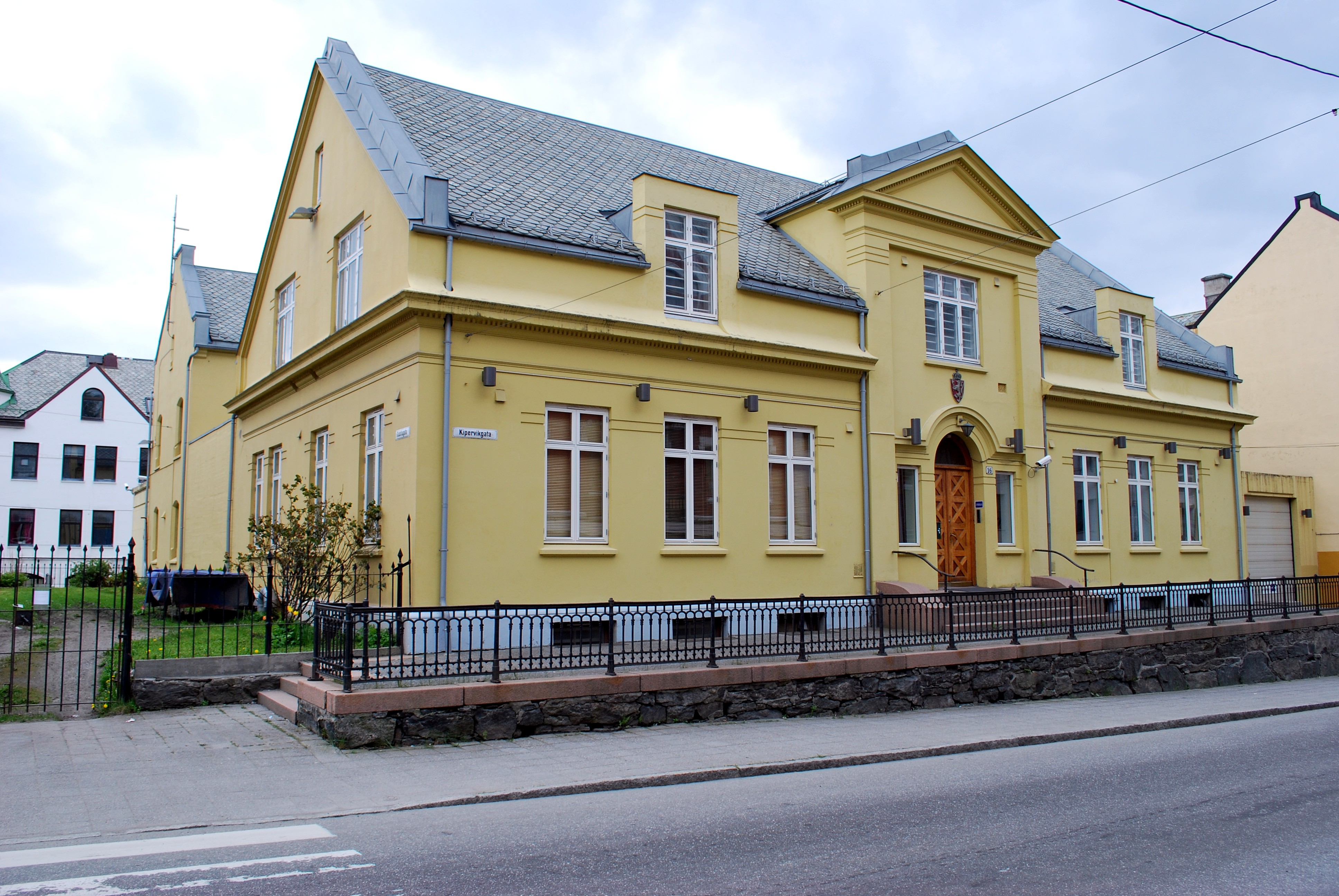
Gefängnis Ålesund, 2009

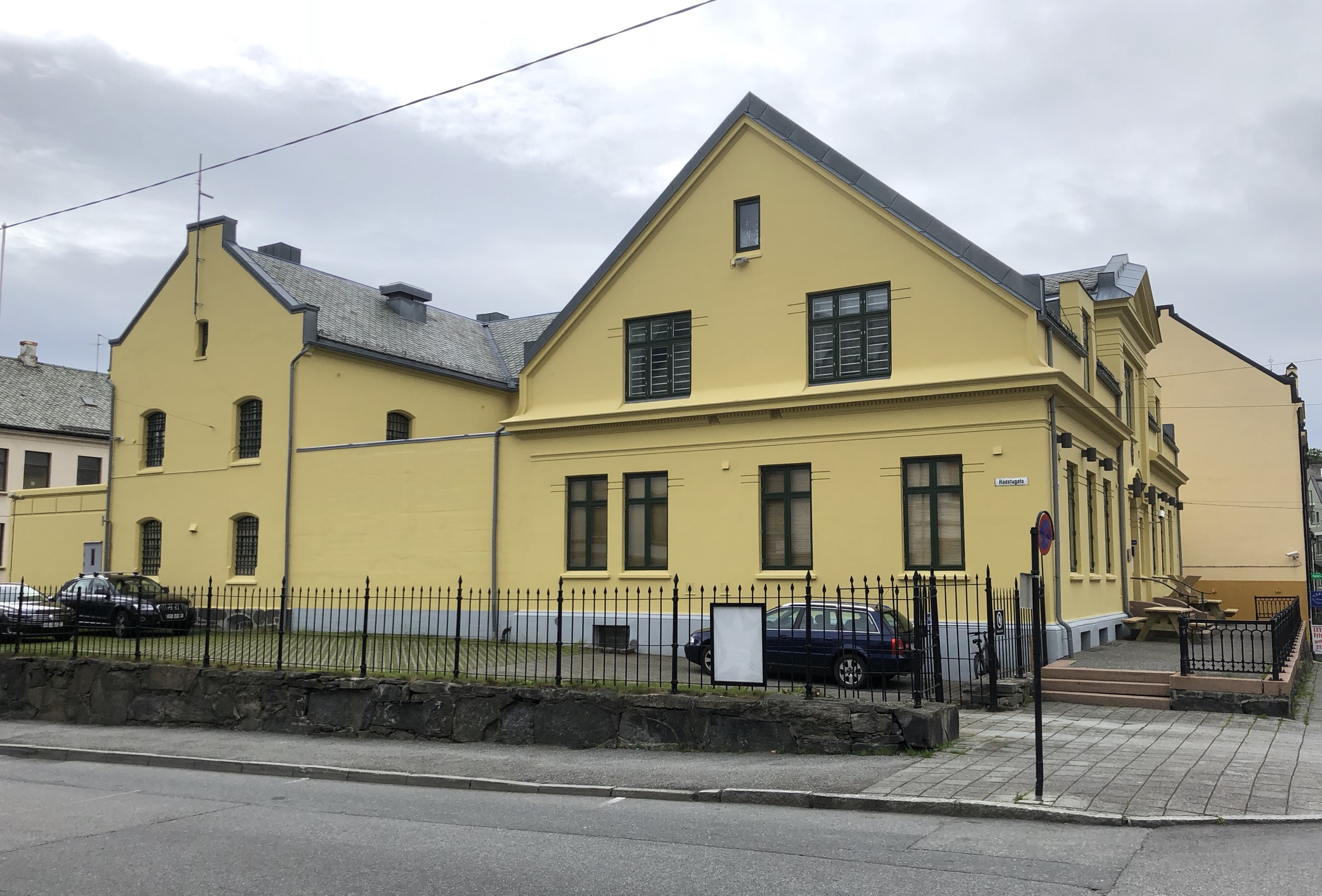
Ostseite, 2019

Das Gefängnis Ålesund (norwegisch Ålesund fengsel) ist ein Gefängnis in der norwegischen Stadt Ålesund. 
Es umfasst 27 Haftplätze und liegt im östlichen Teil der Ålesunder Innenstadt auf der Insel Nørvøy in einer Ecklage an der Kreuzung von Kipervikgata und Rådstugata an der Adresse Kipervikgata 16. Nordöstlich, diagonal auf der anderen Seite der Kreuzung gelegen, befindet sich das Ålesund bedehus.

## Architektur und Geschichte
Das Gebäude wurde im Jahr 1864 errichtet. Während des Stadtbrandes von Ålesund 1904 brannte das Gebäude aus, die Mauern blieben jedoch erhalten. Zum Zeitpunkt des Stadtbrandes befanden sich 14 Gefangene im Gefängnis. Nachdem dem Diensthabenden klar wurde, dass das Feuer auch auf das Gefängnis übergreifen würde, öffnete er die Türen und wies die Gefangenen an zu fliehen, aber am nächsten Tag wieder zu kommen.
Das alte Gefängnis wurde dann in die Neubebauung einbezogen und 1906 als Gefängnis wieder in Betrieb genommen. 1907 wurde ein neues repräsentativ gestaltetes Gebäude fertiggestellt, das als Gericht und Ratssaal diente. Es ist mit seiner Eingangstür nach Norden zur Kipervikgata ausgerichtet. Oberhalb der Tür befindet sich ein Reichslöwe. Der Eingangsbereich wird von einem Dreiecksgiebel überspannt.
Seit den 1980er Jahren befindet sich der Sitz des Gerichts jedoch auf Aspøy. Der Gerichtstrakt wird heute als Verwaltungsgebäude des Gefängnisses genutzt. Das Gefängnis wurde mehrfach umgebaut und modernisiert. Trotzdem gilt es als veraltet und soll in seiner Funktion durch einen Neubau in Digernes ersetzt werden.